# Nyctemera anthracinum
Nyctemera anthracinum là một loài bướm đêm thuộc phân họ Arctiinae, họ Erebidae.